# ماجي تشيونغ
ماجي تشيونغ (بالصينية: 張曼玉) (مواليد 20 سبتمبر 1964 في هونغ كونغ البريطانية)، هي ممثلة من هونغ كونغ بدأت مسيرتها الفنية عام 1984.

## الأعمال
- أوغاد مجهولون

## وصلات خارجية
- ماجي تشيونغ على موقع IMDb (الإنجليزية)
- ماجي تشيونغ على موقع ميتاكريتيك (الإنجليزية)
- ماجي تشيونغ على موقع الموسوعة البريطانية (الإنجليزية)
- ماجي تشيونغ على موقع روتن توميتوز (الإنجليزية)
- ماجي تشيونغ على موقع مونزينجر (الألمانية)
- ماجي تشيونغ على موقع ألو سيني (الفرنسية)
- ماجي تشيونغ على موقع ميوزك برينز (الإنجليزية)
- ماجي تشيونغ على موقع تيرنر كلاسيك موفيز (الإنجليزية)
- ماجي تشيونغ على موقع أول موفي (الإنجليزية)
- ماجي تشيونغ على موقع قاعدة بيانات الأفلام السويدية (السويدية)